# Челлоле
Челлоле (італ. Cellole) — муніципалітет в Італії, у регіоні Кампанія,  провінція Казерта.
Челлоле розташоване на відстані близько 140 км на південний схід від Рима, 55 км на північний захід від Неаполя, 45 км на захід від Казерти.
Населення — 7839 осіб (2014).
Щорічний фестиваль відбувається Martedì dopo Pentecoste. Покровитель — Maria SS. di Costantinopoli.

## Демографія
Населення за роками:

Станом на 1 січня 2023 року в муніципалітеті офіційно проживали 332 іноземці з 35 країн, серед них 123 громадяни країн Євросоюзу та 38 громадян України.

## Сусідні муніципалітети
- Сесса-Аурунка